# Chesneya dshungarica
Chesneya dshungarica är en ärtväxtart som beskrevs av Vitaliǐ Petrovich Goloskokov. Chesneya dshungarica ingår i släktet Chesneya och familjen ärtväxter. Inga underarter finns listade i Catalogue of Life.